# David Haneke
David Haneke (* 13. August 1965 in Wien) ist ein österreichischer Videodesigner, Regisseur und Kameramann. 

## Leben
David Haneke ist der Sohn des österreichischen Regisseurs Michael Haneke. Er ist in Wien aufgewachsen, wo er die Waldorfschule absolvierte und von 1974 bis 1984 bei Wolfgang Ebert Violoncello studierte. 1985 ging er nach Amsterdam, wo er bis 2005 lebte. Er absolvierte 1992 an der Amsterdamer Theaterhochschule AHK ein Studium der Performing Arts (Mimeopleiding). Seit 2005 lebt er mit seiner Frau und zwei Kindern in der Schweiz.

## Leistungen
Der Schwerpunkt seiner Arbeiten liegt beim Videodesign für die Bühne, welches international bei Oper-, Theater- oder Tanzvorstellungen, als integraler Bestandteil der Inszenierungen, auf verschiedenste Oberflächen projiziert wird. Diese bestehen aus vorher aufgezeichnetem, animiertem oder Live generiertem Bildmaterial.
Seine Visuellen Arbeiten beschreiben ein breiteres Spektrum: von Videodesign für die Bühne, über Kurzfilme, bis zu innovativen Videoinstallationen für den Musealen Raum.
David Haneke arbeitet international für verschiedene Opern- und Theaterhäuser, unter anderem an der Welsh National Opera, der San Francisco Opera und im Theater an der Wien sowie u. a. mit den Regisseuren David Pountney, Torsten Fischer und Nicola Raab.
2016 ersetzte David Haneke den verstorbenen Videokünstler Bruce Geduldig bei der Tournee der amerikanischen Band Tuxedomoon.

## Werke
1979 spielt er Martin Beranek in Lemminge von Michael Haneke. 
Während seiner Auftritte als Performer in verschiedenen Niederländischen Theaterproduktionen und Kurzfilmen, arbeitete er zunehmend mit Video auf der Bühne und machte einige Kurzfilme, darunter Humming Wires und die Architektur Trilogie De Architekt an het water über drei Wasserfabriken des holländischen Architekten (Rijksbouwmeester) Wim Quist.
Zwischen 1993 und 2000 arbeitete er intensiv mit der raumspezifischen Bewegungs-Theatergruppe BEWTH.
Seit 1996 entstanden zahlreiche 'Video Projektions Design' Arbeiten für die Bühne bei Theater, Tanz und Oper.

## Auszeichnungen
Für sein Video-Stage-Design für Usher House (Gordon Getty) und la chute de la maison usher (Claude Debussy) wurde er 2014 für den 
Knight of Illumination Award (Best Video Design) nominiert.
Haneke’s Kurzfilm Humming Wires, der in der Reihe Dutch Specials weltweit gezeigt wurde, erhielt 1998 den "best Sound" Preis beim Filmfestival Avanca, Portugal.